# Les Âmes sœurs
Les Âmes sœurs (bra: Almas Gêmeas) é um filme de 2023 dirigido por André Téchiné. No Brasil, foi lançado pela Zeta Filmes nos cinemas em 7 de dezembro de 2023, antes do lançamento, foi apresentado no Festival Varilux de Cinema Francês 2023.

## Sinopse
As complexas ligações entre um irmão, um soldado que regressou ferido e amnésico da guerra no Mali , e a sua irmã que o acolhe na sua casa em Ariège.

## Elenco
- Benjamin Voisin : David Faber
- Noémie Merlant : Jeanne
- Audrey Dana : Rachel
- André Marcon : Marcel
- Sya Rachedi : Nadja
- Alexis Loret : Dr Fanch-Tanguy
- Mama Prassinos : la femme militaire
- Jean Fornerod : Bruno Vogel
- Stéphane Bak : Franck Dawaga

## Recepção
Na França, o filme tem uma nota média de 3,6/5 no agregador do AlloCiné, calculada a partir de 27 resenhas da imprensa.